# ДС4
ДС4 (ДЭВЗ, Сименс, тип 4) — нереализованный проект украинского двухсистемного электровоза для железных дорог с колеёй 1520 мм.
НПО «Днепропетровский электровозостроительный завод» (ДЭВЗ, ГП «НПК Электровозостроение»), создавший совместно с концерном Siemens электровоз переменного тока ДС3, в начале 2000-х годов приступил к разработке на его базе двухсистемного локомотива, получившего обозначение ДС4. Решение было обусловлено успешной эксплуатацией электровоза ДС3. Однако по состоянию на 2009 год cерийный выпуск этого универсального электровоза не был налажен. Представительство завода, ссылаясь на коммерческую тайну, не стало комментировать дальнейшую судьбу этого проекта.
На Украине в 2009 году снова был поднят вопрос о создании двухсистемных электровозов с асинхронным приводом на собственных мощностях. Приступить к реализации программы планировалось в следующем году, задействовав электровозоремонтный завод в Запорожье, причём снова совместно с концерном Siemens. Создание таких электровозов было предусмотрено Комплексной программой обновления железнодорожного подвижного состава Украины на 2008 — 2020 годы. Однако заинтересованности в ДС4 в то время уже не наблюдалось. По словам генерального директора оператора Укрзализныця Михаила Костюка, ДС3 (поставки которого тогда резко сократились) для их железных дорог уже был неинтересен, как и создающийся на его базе ДС4.
Сведений о постройке хотя бы одного локомотива не обнаружено; также неизвестно о стадии разработки электровоза.